# سوزان هاو
سوزان هاو (بالإنجليزية: Susan Howe)‏ هي كاتِبة وشاعرة أمريكية، ولدت في 10 يونيو 1937 في بوسطن في الولايات المتحدة.

## وصلات خارجية
- سوزان هاو على موقع ميوزك برينز (الإنجليزية)
- سوزان هاو على موقع ديسكوغز (الإنجليزية)